# Zaraza w Poznaniu (1625)
Zaraza w Poznaniu – epidemia nieznanej choroby (tzw. morowe powietrze), która miała miejsce w Poznaniu latem 1625. 
Epidemia ogarnęła początkowo przedmieścia: Święty Marcin, Święty Wojciech, Śródkę, Ostrówek i Chwaliszewo, by w końcu przedostać się do wnętrza murów miejskich Poznania. Miasto uległo prawie całkowitemu wyludnieniu, gdyż większość mieszkańców, w tym wszyscy zamożniejsi, uciekli do okolicznych wsi i miasteczek. Zbiegli praktycznie wszyscy księża związani z kapitułą katedralną - pozostali tylko dwaj kapłani. Wcześniej skarbiec katedralny przeniesiono w obręb murów - do kolegiaty św. Marii Magdaleny. Oprócz choroby, na którą zmarło około 6000 osób, miasto nawiedziła klęska głodu, gdyż zerwane zostały dostawy żywności. Głód był przyczyną śmierci następnych około 6000 ludzi.